# Basarab-ház
A Basarab-ház (néha Bazarabként írva, románul: Basarab) uralkodócsalád volt, amely megalapította a Havasalföldi Fejedelemséget, és az ország első fejedelmi dinasztiáját adta, amely szoros rokonságban állt a moldvai Mușat-házi uralkodókkal. A dinasztia státuszát problematikussá teszi a hivatalos választási rendszer, amely azt jelentette, hogy ugyanazon család férfi tagjait - beleértve a törvénytelen utódokat is - a bojárok tanácsa választotta meg az uralkodásra (a választást legtöbbször a jelöltek által gyakorolt katonai erő függvényében határozták meg). I. Sándor uralkodása után (amely 1436-ban ért véget), a házat megosztotta a Dănești-ház és a Drăculești-ház közötti konfliktus. Mindkét ház legitimitásra tartott igényt. A Craiovești-ház több kései uralkodója is közvetlen leszármazást vallott a házból annak esetleges megszűnése után, köztük V. Basarab, I. Máté, I. Konstantin, Șerban Cantacuzino és II. Konstantin.
A ház tagjaiként általában a következő uralkodókat említik (az első uralkodásuk időrendi sorrendjében): Idősebb Mircea, II. Dan, II. Sárkány Vlad, III. Karóbahúzó Vlad, IV. Szerzetes Vlad, IV. Radu, és V. Radu.

## Név és eredet
A dinasztia I. Basarab vajdáról (uralkodott 1320 körül - 1352) kapta a nevét, aki elnyerte Havasalföld függetlenségét a Magyar Királyságtól.
A család eredete erősen vitatott, az elméletek szerint vagy a vlachok, vagy elrománosodott kunok voltak. A tényleges eredetüket illetően azonban nincs tudományos megegyezés. A kun hipotézis nagyrészt Basarab nevének eredetén alapul, de továbbra is bizonyítatlan. Legalább négy 14. századi királyi oklevélben Basarabot "Vlach"-ként említik, és Basarab életében minden bizonnyal a havasalföldi román elit tagjának tekintette volna magát.
A Basarab név kun, besenyő vagy török eredetű, és valószínűleg "hódító vagy uralkodó atyát" jelentett. A Bas az "uralkodni" ige jelen idejű alakja volt, míg a második rész feltehetően az -aba "atya" tiszteletbeli címből származik, amely számos kun névben felismerhető, mint például a Terteroba, Arslanapa és Ursoba. A kunok mellett a név a középkori Havasalföldön és Erdélyben élő románok körében is gyakori volt. Basarab keresztneve valószínűleg "Ioan" vagy "Ivanco" volt, amint azt a Dušan-kódex előszava és más szerb és bolgár dokumentumok is feljegyezték. Basarab "lehetséges" apja, Thocomerius valószínűleg a szláv Tihomir név latin fordítását viselte, amely a középkorban gyakori név volt a vlachok és a délszlávok körében. Alternatív elképzelés, hogy a név Toq-tämir, egy 13. századi kun és tatár név. Egyes történészek a név eredetét gyenge érvnek tartják a dinasztia kumán eredetének alátámasztására, míg nagyobb jelentőségűnek tartják azokat a korabeli dokumentumokat, amelyek Basarabot általánosan "Vlach"-nak tekintik.

## Nyomtatott családfa
```
[
3
]
```

## Képek

A Baszarab-ház címere pajzzsal ábrázolva.
A Drăculești-ház címere.
A Dănești-ház címere.

## Hagyaték
A Basarab név több helységnév eredete, köztük Besszarábia régióé (ma Moldva és Ukrajna része) és néhány városé, mint például a romániai Murfatlar régi neve (Basarabi), a Moldovai Köztársaságban Basarabeasca, Bulgáriában pedig Basarbovo.
II. Erzsébet brit királynő maga is Basarab Stanca hercegnő (1518?–1601) leszármazottja volt, mégpedig nyolcadik generációs leszármazottként Gróf kisrédei Rhédey Klaudia Zsuzsanna magyar grófnőtől, aki a Teck–Cambridge családból származott. Így Erzsébet egyúttal IV. Szerzetes Vlad szépunokahúga is volt.

## Fordítás
Ez a szócikk részben vagy egészben  a   House of Basarab című angol Wikipédia-szócikk ezen változatának fordításán alapul.  Az eredeti cikk szerkesztőit annak laptörténete sorolja fel. Ez a jelzés csupán a megfogalmazás eredetét és a szerzői jogokat jelzi, nem szolgál a cikkben szereplő információk forrásmegjelöléseként.